# Cantoria
Cantoria er en by og kommune i det sydøstlige Spanien i provinsen Almería. Den har et indbyggertal på 3.569 (2024) indbyggere.